# Diabelli-Variationen

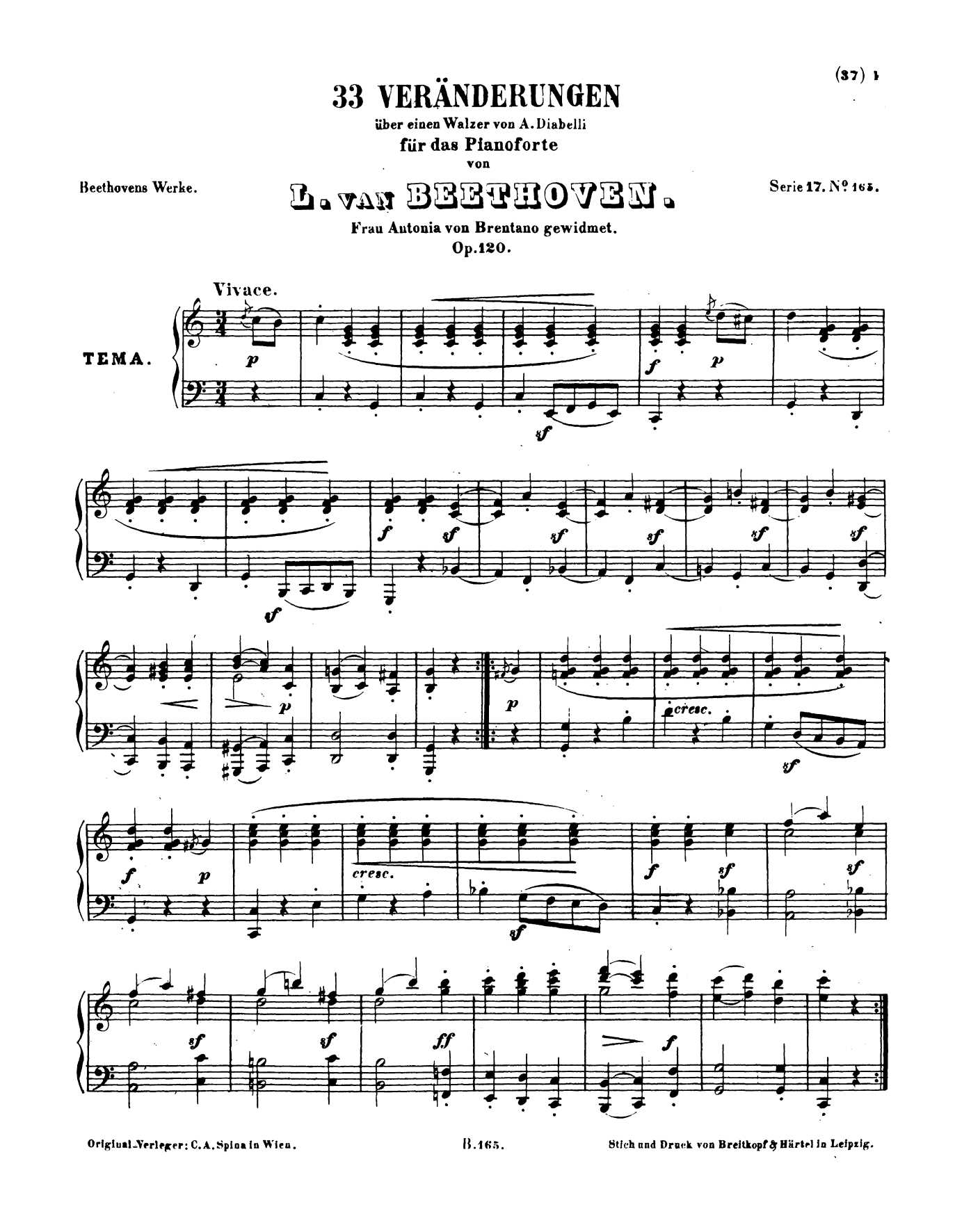
Walzerthema von Anton Diabelli

Die im Jahr 1823 fertiggestellten 33 Veränderungen über einen Walzer von A. Diabelli op. 120 in C-Dur sind Ludwig van Beethovens letztes großes Klavierwerk. Mit einer Spieldauer von circa 45–60 Minuten markieren die Antonie Brentano gewidmeten Diabelli-Variationen den Höhepunkt seines Variationsschaffens und zählen zugleich zu den bedeutendsten, umfangreichsten und vielschichtigsten Beiträgen dieser Kunstform.

## Entstehungsgeschichte
Infolge einer kuriosen Geschäftsidee hatte der Wiener Musikverleger und Komponist Anton Diabelli Anfang des Jahres 1819 eine Reihe namhafter zeitgenössischer Komponisten aus ganz Österreich und Böhmen (vor allem aber Wiener und dort wirkende Musiker) mittels Einladungsschreiben darum gebeten, über ein von ihm verfasstes Walzerthema je eine Variation zu schreiben, welche dann als Sammelband in seinem 1818 neu gegründeten Musikverlag Cappi & Diabelli publiziert werden sollten. Dem Aufruf Diabellis folgten fünfzig „vaterländische Tonkünstler“, darunter Erzherzog Rudolf, Carl Czerny, Johann Nepomuk Hummel, Ignaz Moscheles, Conradin Kreutzer, Franz Xaver Mozart, Franz Schubert sowie der damals erst 11-jährige Franz Liszt.
Auch Beethoven sollte ein Stück beisteuern, war aber weder von der Idee des Gemeinschaftsprojekts, noch von der kompositorischen Qualität des Diabelli-Themas begeistert. Umgehend ließ er den Verleger wissen, dass er für 40 Dukaten gerne bereit wäre, das Thema alleine zu bearbeiten. Diabelli bot ihm sogar das Doppelte, wenn er nicht mehr als sieben Variationen schriebe, doch Beethoven begnügte sich nicht damit. Nachdem ihn der Auftraggeber zuvor öfter schriftlich oder mündlich gemahnt hatte, lieferte er 1823 – als letzter Komponist – einen ganzen Zyklus mit „33 Veränderungen“ ab.

Diabelli war von Beethovens Arbeit derart begeistert, dass er dessen Variationszyklus 1823 zunächst gesondert erscheinen ließ. Im Sinne seiner ursprünglichen Idee einer Variationen-Sammlung (mit je einer Variation jedes Komponisten) folgte 1824 schließlich ein Doppelband: In der ersten Abteilung Beethovens „33 Veränderungen“ op. 120, in der zweiten „50 Veränderungen der vorzüglichsten Tonsetzer und Virtuosen Wiens“ (alphabetisch nach Verfassernamen geordnet) mit einer Coda von Carl Czerny. Die Edition wurde vom Musikverlag Cappi & Diabelli unter dem fiktiven Titel Vaterländischer Künstlerverein folgendermaßen angekündigt:
„Alle vaterländischen jetzt lebenden bekannten Tonsetzer und Virtuosen auf dem Fortepiano, fünfzig an der Zahl, hatten sich vereint, auf ein und dasselbe ihnen vorgelegte Thema, jeder eine Variation zu componiren […]. Schon früher hatte unser große [sic] Beethoven […] auf dasselbe Thema auf 33 (bey uns erschienenen) Veränderungen, die den ersten Theil dieses Werkes bilden, in meisterhaft origineller Bearbeitung alle Tiefen des Genies und der Kunst erschöpft. Wie interessant muss es daher seyn, wenn alle andern Tonkünstler […] auf Oesterreichs classischem Boden […] über dasselbe Motiv ihr Talent entwickeln […].“
Über Diabellis Publikation soll Beethoven selbst nicht erfreut gewesen sein und sein Werk dadurch sogar entwertet gesehen haben. Nachdem er bereits im Juni 1822 seinem Verleger Peters „Variationen über einen Walzer für Klavier solo“ angeboten hatte, bat er Anfang Mai 1823 seinen ehemaligen Schüler Ferdinand Ries um die Vermittlung eines englischen Verlegers für sein Opus 120. Eine Stichvorlage schickte Beethoven ihm jedoch erst im Juli 1823, weshalb die geplante englische Ausgabe durch T. Boosey & Co. letztlich nicht zustande kam.

### Arbeitsprozess
Die Diabelli-Variationen entstanden in zwei Etappen:
Nachdem Beethoven im Frühling 1819 mit der Komposition der ersten Veränderungen begonnen hatte, brach er bereits im Sommer wieder ab, um sich der Arbeit an seinen drei letzten Klaviersonaten op. 109, op. 110 und op. 111, den Bagatellen op. 119 und der Missa solemnis zu widmen. Zu diesem Zeitpunkt waren bereits 23 der 33 Variationen vollendet. Beethoven unterbrach den Kompositionsprozess somit in fortgeschrittenem Stadium. Im Februar 1820 erwähnte er die Variationen in einem Brief an den Verleger Simrock als noch immer unvollständig. Im März oder April 1823 waren die 33 Veränderungen über einen Walzer von A. Diabelli dann aber vollendet. Während der zweiten Schaffensperiode von 1822–1823 entstanden weitere Variationen, die – mit Ausnahme der heutigen, jedoch nachträglich eingeschobenen Variationen Nr. 1, 2 und 25 – an die bisherigen angehängt wurden. Dies deutet darauf hin, dass sich Beethovens Zugang zum Werk im Gegensatz zur ersten Schaffensperiode verändert hatte.

Wie die deutsche Musikjournalistin Antonia Ronnewinkel bemerkt, habe Beethoven die ersten Variationen in rascher Folge skizziert und die leeren Akkorde mit Melodien gefüllt… Nach und nach habe er sich einzelne Elemente des Diabelli-Walzers herausgepickt, sich an ihnen ausgelassen und sie in die Extreme getrieben – mal ins Mystische, mal ins Groteske. Dabei sei die „bieder rumpelnde Selbstgefälligkeit des Walzers“ verschwunden und der Bezug zum Thema nicht mehr ohne Weiteres hörbar. Auch scheine es, als habe es Beethoven ganz besonders auf die Fehler und Schwächen von Diabellis Thema abgesehen. Der österreichische Pianist Alfred Brendel schreibt dazu:
„Bei allem, was sie an Ernst und Lyrik, an Geheimnisvollem und Depressivem, an Sprödigkeit und besessener Virtuosität enthalten, sind Beethovens Diabelli-Variationen ein Kompendium musikalischer Komik. […] Diabellis Walzer wird von Beethoven „kommentiert, kritisiert, verbessert, parodiert, verlacht, ad absurdum geführt, missachtet, verzaubert, veredelt, beklagt, beweint, zerstampft und schließlich humoristisch verklärt.“

### Autograph
Mittels Gelder aus der öffentlichen Hand und dem Erlös einer Spendenaktion konnte das Bonner Beethoven-Haus das Autograph zu Opus 120, die „der Frau Antonia von Brentano hochachtungsvoll zugeeigneten“ 33 Veränderungen über einen Walzer von A. Diabelli im Jahr 2009 für mehrere Millionen Euro aus Privatbesitz erwerben. Nachdem es bis zum 20. April 2010 ausgestellt war, ist seit Januar 2010 auch eine digitalisierte Version auf der Website des Hauses einsehbar.

## Gesamtform
| Variation (Nr.) | Tempo- / Charakterangabe                                | Taktart   | Tonart | Form           | Taktgruppen             |
| --------------- | ------------------------------------------------------- | --------- | ------ | -------------- | ----------------------- |
| 0 [= Thema]     | Vivace                                                  | 3/4       | C      | A A B B        | 16 + 16                 |
| 1               | Alla Marcia maestoso                                    | 4/4       | C      | A A B B        | 16 + 16                 |
| 2               | Poco Allegro                                            | 3/4       | C      | A B B’         | 16 + 16                 |
| 3               | L'istesso tempo                                         | 3/4       | C      | A A B B        | 16 + 16                 |
| 4               | Un poco più vivace                                      | 3/4       | C      | A A B B        | 15 + 16                 |
| 5               | Allegro vivace                                          | 3/4       | C      | A A B B        | 16 + 16                 |
| 6               | Allegro ma non troppo e serioso                         | 3/4       | C      | A A’ B B       | 16 + 16                 |
| 7               | Un poco più allegro                                     | 3/4       | C      | A A’ B B’      | 16 + 16                 |
| 8               | Poco vivace                                             | 3/4       | C      | A A’ B B’      | 16 + 16                 |
| 9               | Allegro pesante e risoluto                              | 4/4       | Cm     | A A B B        | 16 + 16                 |
| 10              | Presto                                                  | 3/4       | C      | A Avar B Bvar  | 32 + 32                 |
| 11              | Allegretto                                              | 3/4       | C      | A B B          | 16 + 15                 |
| 12              | Un poco più moto                                        | 3/4       | C      | A B B’         | 16 + 15                 |
| 13              | Vivace                                                  | 3/4       | Am / C | A A B B        | 16 + 16                 |
| 14              | Grave e maestoso                                        | 4/4       | C      | A A B B        | 8 + 8                   |
| 15              | Presto scherzando                                       | 2/4       | C      | A A B B        | 16 + 16                 |
| 16              | Allegro                                                 | 4/4       | C      | A A B B        | 8 + 8                   |
| 17              | (ohne Bezeichnung)                                      | 4/4       | C      | A A B B        | 8 + 8                   |
| 18              | Poco moderato                                           | 3/4       | C      | A A B B        | 16 + 16                 |
| 19              | Presto                                                  | 3/4       | C      | A A B B        | 16 + 16                 |
| 20              | Andante                                                 | 6/4       | C      | A B            | 16 + 16                 |
| 21              | Allegro con brio / Meno allegro                         | 4/4 + 3/4 | C      | A A B B        | 12 (4 + 8) + 12 (4 + 8) |
| 22              | Allegro molto (alla "Notte e giorno faticar" di Mozart) | 3/4       | C      | A A B B        | 8 + 10                  |
| 23              | Allegro assai                                           | 4/4       | C      | A A B B        | 8 + 8                   |
| 24              | Fughetta. Andante                                       | 3/4       | C      | A A B B        | 16 + 16                 |
| 25              | Allegro                                                 | 3/8       | C      | A A B B        | 15 + 16                 |
| 26              | (ohne Bezeichnung)                                      | 3/8       | C      | A A B B        | 16 + 16                 |
| 27              | Vivace                                                  | 3/8       | C      | A A B B        | 16 + 16                 |
| 28              | Allegro                                                 | 2/4       | C      | A A B B        | 16 + 16                 |
| 29              | Adagio ma non troppo                                    | 3/4       | Cm     | A B            | 6 + 6                   |
| 30              | Andante, sempre cantabile                               | 4/4       | Cm     | A B B          | 12 (8 + 4) + 4          |
| 31              | Largo, molto expressivo                                 | 9/8       | Cm     | A A B B        | 6 + 5                   |
| 32              | Fuga. Allegro / Poco Adagio                             | 2/2 + 4/4 | Es     | -              | 160 (117 + 43) + 6      |
| 33              | Tempo di Minuetto moderato (ma non tirarsi dietro)      | 3/4       | C      | A A B B + Coda | 12 + 12 + 25            |

### Überblick
Nachfolgend eine analytische Bestandesaufnahme zu den einzelnen Variationen:
- Form / Harmonik

Auffallend ist, dass Beethoven die strenge Symmetrie von Diabellis Walzerthema (A A B B / 16 + 16 Takte) in neun Variationen (Nr. 2, 11, 12, 22, 25 sowie 30–33) aufbricht. Auf die Wiederholung des A- oder B-Teils bzw. beider Teile verzichtet er in sechs Variationen (Nr. 2, 11, 12, 20, 29 und 30). In den Variationen Nr. 5 (A A B B’) und Nr. 12 (A B B’) wird der B-Teil zudem als ausgeschriebene Wiederholung notiert, in Nr. 10 infolge von Binnenvariationen sogar beide Teile (A Avar B Bvar). In insgesamt sieben Variationen sind die Proportionen des Themas verändert, so in 12 + 12 Takte (Nr. 21 und 33), in 8 + 8 Takte (Nr. 14, 16, 17 und 23) oder 6 + 6 Takte (Nr. 29).
Obwohl Beethoven im Verlauf des Zyklus’ oftmals harmonisch expandiert, stehen die allermeisten Variationen in C-Dur, lediglich fünf davon in alternativen Tonarten: c-Moll (Nr. 9, 30 und 31), Es-Dur (Nr. 32) sowie a-Moll bzw. C-Dur (Nr. 13). In weiteren fünf Veränderungen wird am Ende des A-Teils nicht in die Dominanttonart G-Dur (bzw. nach g-Moll bei Moll-Sätzen), sondern nach e-Moll (Nr. 5 und 14), a-Moll (Nr. 25) sowie auf die Dominante von f-Moll (Nr. 30) und Es-Dur (Nr. 31) moduliert.
- Taktarten / Tempi

Innerhalb des Werks finden sich sieben verschiedene Taktarten: 3/4, 4/4, 2/4, 6/4, 3/8, 9/8 und 2/2 (alla breve). In diesem Zusammenhang weicht Beethoven in elf Variationen vom ursprünglichen Dreiertakt ab (Nr. 1, 9, 14, 15, 20–23, 28, 30 und 32). In der 21. Veränderung werden ausnahmsweise sogar zwei verschiedene Taktarten (4/4 und 3/4) und Tempi (Allegro con brio und Meno allegro) verwendet.
Ausgehend von Diabellis Originalangabe Vivace erweitert Beethoven das Tempospektrum im Rahmen des Werks von sehr langsamen (Largo) bis zu sehr schnellen Tempi (Presto). Oftmals differenziert er diese noch mit ergänzenden Charakterbezeichnungen (z. B. Allegro pesante e risoluto oder Andante, sempre cantabile). Des Weiteren enthalten die Variationen Nr. 31 und 33 auch Angaben bzgl. Agogik (ritardando, ritenente).
- Dynamik / Artikulation

Bereits im Thema reizt Diabelli das dynamische Spektrum (piano bis fortissimo sowie Schwelldynamik) für damalige Verhältnisse nahezu vollständig aus. Beethoven erweitert die Palette vom Pianissimo bis zum Fortissimo und verwendet Stufen- und Schwelldynamik. Ferner verwendet er Zusatzbezeichnungen wie più piano oder sempre pianissimo.
Auch im Bereich der Artikulation verbleibt Diabelli eher konventionell und verwendet lediglich legato, staccato sowie portato. Diesbezüglich ist das Thema allerdings relativ differenziert bezeichnet.
- Charakter

Im Rahmen des Zyklus’ finden sich diverse Ausdrucksbezeichnungen wie z. B. leggiermente, dolce, piacevole, mezza voce, espressivo, grazioso. In einzelnen Veränderungen transformiert Beethoven aber auch den ursprünglichen Charakter des Walzers, so z. B. in einen Marsch (Nr. 1, 16+17), ein Intermezzo (Nr. 8), eine Toccata im französischen Stil (Nr. 14), ein Moment musical (Nr. 15), einen Choral (Nr. 20), eine Opernarie (Nr. 22), eine Fughetta (Nr. 24) oder Fuge (Nr. 32), eine Etüde (Nr. 23), ein Nocturne (Nr. 29), eine Fantasie (Nr. 31) sowie ein Menuett (Nr. 33).
- Besonderheiten

Insgesamt zehn Variationen sind kontrapunktisch gearbeitet (Nr. 3–6, 11, 14, 19, 24, 30 und 32), andere lassen sich entweder paarweise zusammenfassen (Nr. 3 + 4, 11 + 12, 16 + 17, 26 + 27 sowie 29 + 30) oder bilden einen Dreierblock (Nr. 21–23 und 31–33). Die drei letzten Veränderungen sollen sogar attacca gespielt werden, wofür Beethoven extra eine Modulation (innerhalb der 2da volta von Nr. 31) sowie eine Überleitung (am Schluss von Nr. 32 / Poco adagio) komponiert hat. In Nr. 32 findet sich zudem eine virtuose Solo-Kadenz, die Nr. 33 endet mit einer 25-taktigen Coda.